# Alte Kamereren

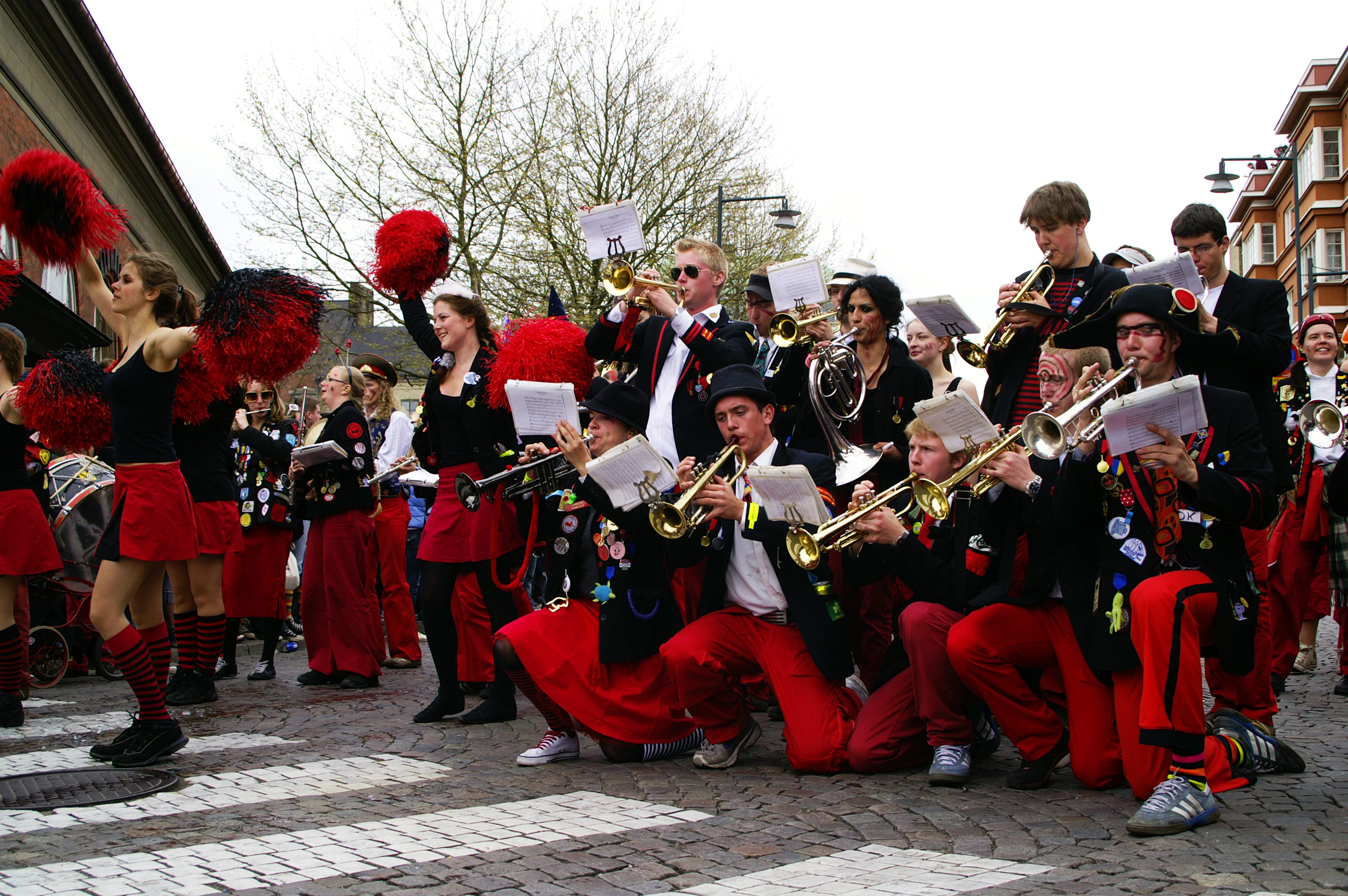
Alte Kamereren spelar under Lundakarnevalen 2006.

Musikalliansen Alte Kamereren (AK) är den yngre av Lunds två studentorkestrar. Orkestern bildades i ett soprum på studentbostadsområdet Parentesen 1964 av ekonomistuderande, och namnet anspelar på den tyska marschen Alte Kameraden. År 1978 kompletterades orkestern med baletten Kamrérbaletten, vars namn anspelar på Cramérbaletten. Alte Kamereren, som på Lundakarnevalen 2002 uppträdde med mer än 200 medlemmar, är sannolikt Lunds största studentorkester.[källa behövs]

## Sättning
Sättningen omfattar blåsinstrument, slagverk och banjo. 

## Repertoar
Alte Kamereren spelar en bred blandning av musik, framför allt svensk 1900-talsmusik. Basen fanns länge i marschmusiken, men repertoaren breddades snart till jazz. De senaste decennierna spelas även disco, konstmusik, schlager och filmmusik. AK:s signaturmarsch har redan från början varit Svensk flygarmarsch av Helge Damberg och spelningarna brukar avslutas med en speciell version av Tiger Rag.

## Klädsel
Uniformen består av svart kavaj med röda byxor, ofta kompletterad med någon form av huvudbonad. Kavajen är försedd med ett ryggmärke och mängder av medaljer. Speciellt kan nämnas terminsmedaljerna Påsen, Hornet, Dollarn, Keruben, Klövern och Gubben samt Flitmyran som tilldelas dem som haft hög närvaro under läsåret. Generellt bärs vit skjorta under kavajen, vintertid även tjock tröja.

## Högtider och festkultur

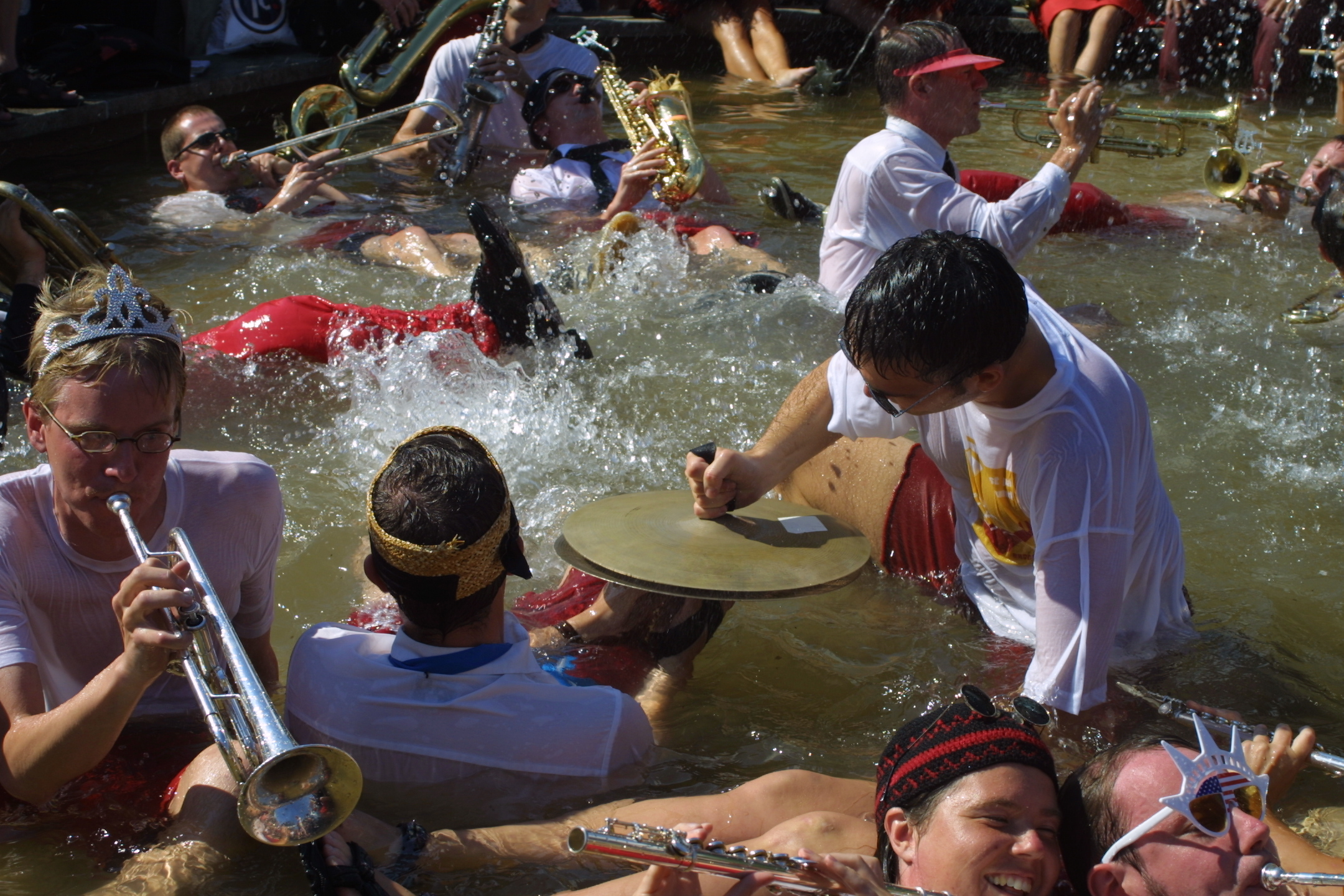
Alte Kamereren under Östersjöfestivalen i Karlshamn som de traditionsmässigt avslutar med bad i fontänen på torget.

Kalenderårets första fest är en novischfest. Under våren deltar orkestern om möjligt i någon studentfestival, till exempel Lundakarnevalen eller Studentorkesterfestivalen i Uppsala eller Linköping. Vårterminen avslutas med Siste-repet-festen. Under sommarferierna reser orkestern varje år till Östersjöfestivalen i Karlshamn och på turné till Tyskland. Höstfestligheterna utgörs av kräftskiva, novischfest, gåsmiddag och julfest. Medlemmen, benämnd "kamerer" eller "balettissa", infinner sig iklädd orkesteruniform till samtliga festligheter och resor. Till dansen, företrädesvis foxtrot, uppstår ibland ett spontant jam.

## Titlar och befattningar
| Befattning      | Ansvarsområde                             |
| --------------- | ----------------------------------------- |
| Överkamerer     | Ordförande                                |
| Kamrerskamerer  | Kassör                                    |
| Skrivkamerer    | Sekreterare                               |
| Balettkamerer   | Baletten (2 st)                           |
| Bardkamerer     | Skaldande under fester och högtider       |
| Busskamerer     | Föreningens fordonspark                   |
| Musikkamerer    | Dirigerande (2-3 st)                      |
| Myskamerer      | Toalettpapper och städmaterial            |
| Nintendokamerer | Föreningens webbplats och datorpark       |
| Nostalgikamerer | Orkesterns och balettens kollektiva minne |
| Notkamerer      | Notarkiv                                  |
| PR-kamerer      | PR                                        |
| Prylkamerer     | Medaljer, tröjor, märken och dylikt       |
| Pubkamerer      | Pub                                       |
| Sexkamerer      | Fest (1 ordinarie, 1 ställföreträdande)   |
| Skrubbkamerer   | Lokal                                     |

## Alumnverksamhet
För medlemmar som inte är aktiva längre finns Ältere Kamereren (ÄK). ÄK framträder inte så ofta, men ses exempelvis på Lundakarnevalen vart fjärde år.

## Diskografi
- Huvudlöst (LP, 1979)
- Handelsbankens guldskiva (Maxisingel, 1980)
- Ståtut (LP, 1989)
- Sex, sprit och marschmusik (CD, 1996)
- Den rullande grisfesten (CD, 2001)
- Tunavägen (CD, 2009)
- Mit Jux (CD, 2014)

- Sju sorters disko (CD, 2019)

Orkestern medverkar även på Fem studentorkestrar i Lund (LP, 1970), Studentorkesterfestival Linköping -75 (LP, 1975), Brunk 500 (LP, 1979), Riks-SMASK gigantiskt dubbelnummer (LP, 1979) och Sten Hansons album Canned Porridge (CD, 2004).